# 概念工学
概念工学（がいねんこうがく、英語: conceptual engineering）とは、分析哲学の一分野で、私たちが用いる概念の枠組みやレパートリーをいかに評価・改善するかを主題としている。

## 概要
その主な特徴の一つは、規範的な課題を掲げていることである。すなわち、概念工学者は、私たちが所持・使用している概念を単に記述するだけではなく、どのような概念を所持・使用する「べき」かを規定することを目的としているのである。概念工学の研究文献で通常最もよく参照されるのは、ルドルフ・カルナップが用いた解明（explication）という概念であり、理論的な目的をとった概念工学における先駆的方法として位置づけられている。
概念工学は、次の三つの構成要素から理解することができる。すなわち、（1）デザイン：概念の規範的改善に関する要素、（2）実施：規定された概念をアドボカシー戦略によって実際に取り込むことに関する要素、（3）評価：異なる次元（説明的、認識的、道徳的など）に沿った、概念の品質評価に関する要素、これらである。現在、概念工学における研究は主に二つの方向で行われている。一つは事例研究で、特定の概念に焦点を当て、具体的な改善策を提唱するものである。もう一つはメタ哲学的な研究で、哲学的な方法として概念工学を明確に理論化し、その基礎的な問題を扱うものである。
概念工学に対するよくある反論とは、それが既存の概念を改訂・改善する代わりに、古い概念とは整合的ではない「新しい」概念を作り出すものであり、したがって哲学的に無関係である、あるいは単に主題を変えているだけだ、という主張である。この反論に対する一つの回答は、概念工学を機能主義的に捉えることであり、新しい概念が古い概念と同じ「機能」を果たす限り、概念工学は関連する主題を保持しているのであって、不連続性という問題は生じないとするものである。また、ハーマン・カペレンによる別の応答では、概念工学において保持されるべき連続性は、「トピック」の連続性であるとされている。つまり、カペレンによれば、概念が扱うトピックに連続性がある限り、概念の内包と外延が変化しても、哲学的探究には連続性があることになる。